# Plélo
Pour les articles homonymes, voir Plélo (homonymie).
Plélo [plelo] est une commune française située dans le département des Côtes-d'Armor, en région Bretagne.

## Géographie

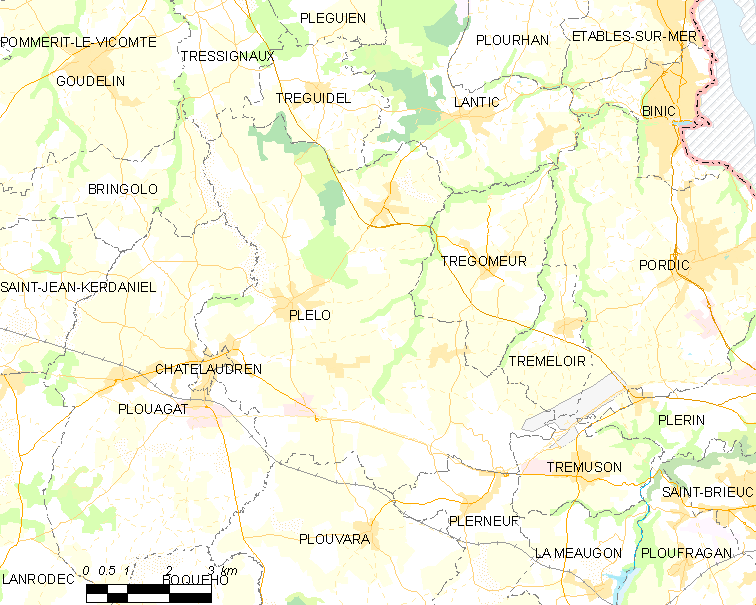
Carte de Plélo et des communes avoisinantes.

| Tressignaux Bringolo  | Tréguidel         | Lantic           |
| Châtelaudren-Plouagat | Plélo             | Trégomeur Pordic |
|                       | Plouvara Plerneuf | Trémuson         |

### Hydrographie
Pour un article plus général, voir Réseau hydrographique des Côtes-d'Armor.
La commune est située dans le bassin Loire-Bretagne. Elle est drainée par le Leff, l'Ic et un autre petit cours d'eau,.
Le Leff, d'une longueur de 62 km, prend sa source dans la commune du Leslay et se jette  dans le Trieux en limite de Quemper-Guézennec et de Plourivo, après avoir traversé 19 communes. 

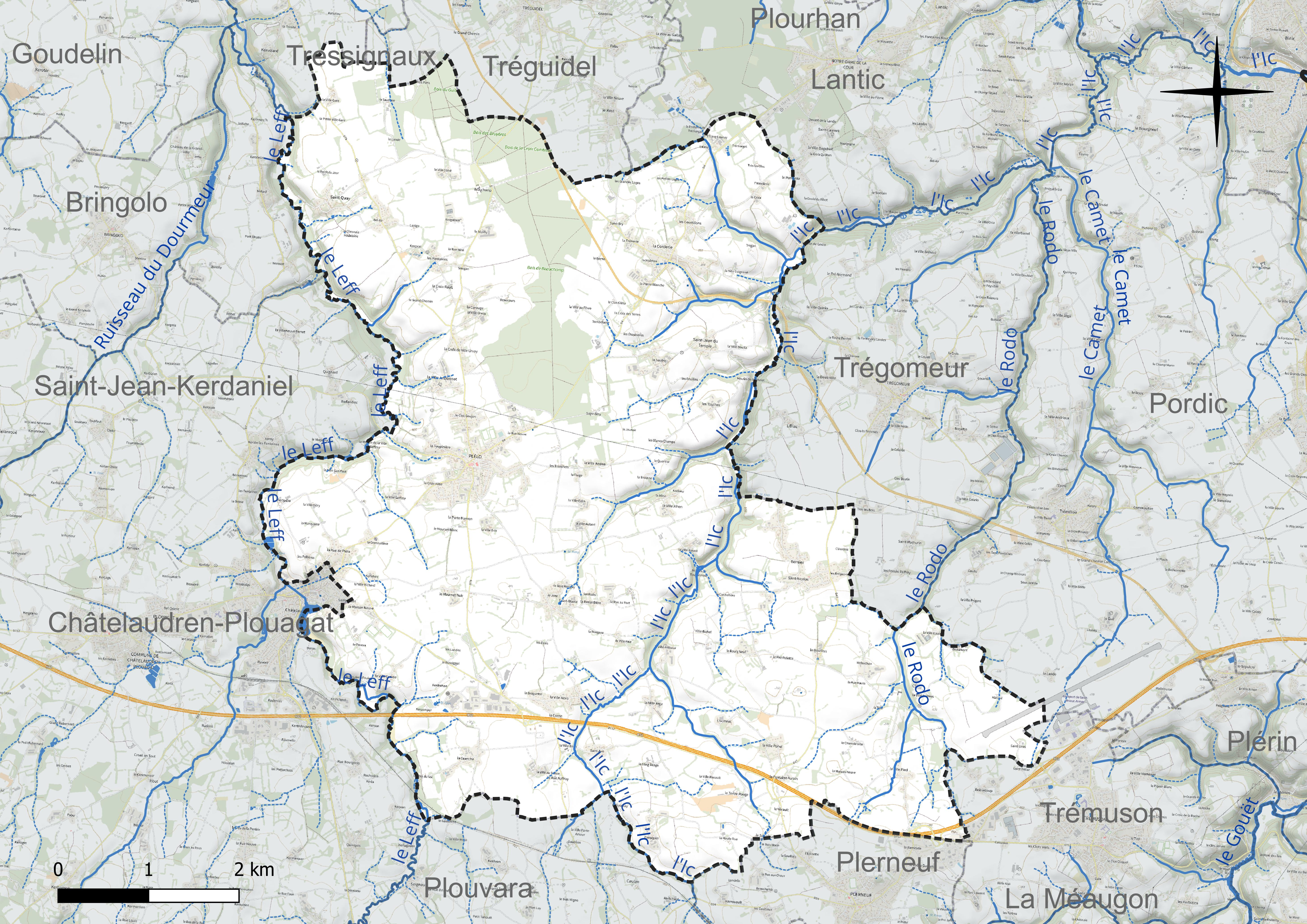
Réseau hydrographique de Plélo.

L'Ic, d'une longueur de 17 km, prend sa source dans la commune de Plouvara et se jette  dans la Manche à Binic-Étables-sur-Mer, après avoir traversé sept communes. 

### Climat
Pour des articles plus généraux, voir Climat de la Bretagne et Climat des Côtes-d'Armor.
En 2010, le climat de la commune est de type climat océanique franc, selon une étude du Centre national de la recherche scientifique s'appuyant sur une série de données couvrant la période 1971-2000. En 2020, Météo-France publie une typologie des climats de la France métropolitaine dans laquelle la commune est exposée à un climat océanique et est dans la région climatique Finistère nord, caractérisée par une pluviométrie élevée, des températures douces en hiver (6 °C), fraîches en été et des vents forts. Parallèlement l'observatoire de l'environnement en Bretagne publie en 2020 un zonage climatique de la région Bretagne, s'appuyant sur des données de Météo-France de 2009. La commune est, selon ce zonage, dans la zone « Intérieur  », exposée à un climat médian, à dominante océanique.  
Pour la période 1971-2000, la température annuelle moyenne est de 11,1 °C, avec  une amplitude thermique annuelle de 11 °C. Le cumul annuel moyen de précipitations est de 833 mm, avec 13,1 jours de précipitations en janvier et 6,9 jours en juillet. Pour la période 1991-2020, la température moyenne annuelle observée sur la station météorologique la plus proche, située sur la commune de Trémuson à 8 km à vol d'oiseau, est de 11,4 °C et le cumul annuel moyen de précipitations est de 757,3 mm,. Pour l'avenir, les paramètres climatiques de la commune estimés pour 2050 selon différents scénarios d'émission de gaz à effet de serre sont consultables sur un site dédié publié par Météo-France en novembre 2022.

## Urbanisme

### Typologie
Au 1er janvier 2024, Plélo est catégorisée commune rurale à habitat dispersé, selon la nouvelle grille communale de densité à 7 niveaux définie par l'Insee en 2022.
Elle est située hors unité urbaine. Par ailleurs la commune fait partie de l'aire d'attraction de Saint-Brieuc, dont elle est une commune de la couronne,. Cette aire, qui regroupe 51 communes, est catégorisée dans les aires de 200 000 à moins de 700 000 habitants,.

### Occupation des sols
L'occupation des sols de la commune, telle qu'elle ressort de la base de données européenne d’occupation biophysique des sols Corine Land Cover (CLC), est marquée par l'importance des territoires agricoles (84 % en 2018), en diminution par rapport à 1990 (85 %). La répartition détaillée en 2018 est la suivante : 
terres arables (56,8 %), zones agricoles hétérogènes (26,2 %), forêts (9,9 %), zones urbanisées (4,7 %), zones industrielles ou commerciales et réseaux de communication (1,3 %), prairies (1 %). L'évolution de l’occupation des sols de la commune et de ses infrastructures peut être observée sur les différentes représentations cartographiques du territoire : la carte de Cassini (XVIIIe siècle), la carte d'état-major (1820-1866) et les cartes ou photos aériennes de l'IGN pour la période actuelle (1950 à aujourd'hui).

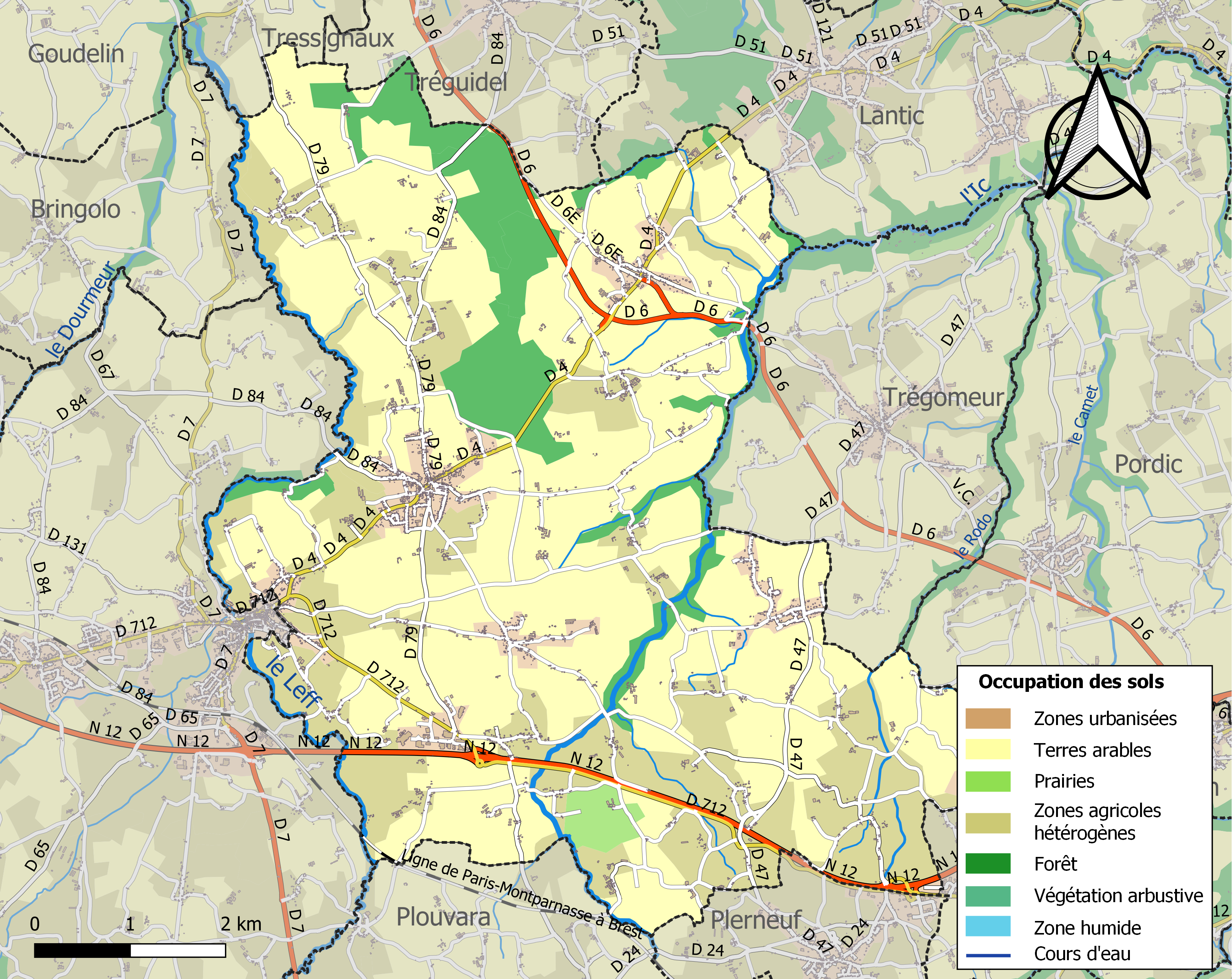
Carte des infrastructures et de l'occupation des sols de la commune en 2018 (CLC).

## Toponymie
Le nom de la localité est attesté sous les formes ecclesia de Ploilou, Plelou en 1202, Pleilou en 1206, Plelou en 1206, Plelo en 1211, parrochia de Plelou en 1234 et en 1235, Ploilouen 1261, ecclesia de Ploelou vers 1330, Plelou en 1366, Plelo en 1490, Pleloch en 1698.
Plélo vient de l'ancien breton ple (paroisse) et lou (étang), Plelou en 1202, la « paroisse de l'étang ».
Le nom de la localité en breton est Peurloc'h, et Pyélo en gallo.

## Histoire
Sous l'Ancien Régime, Plélo appartenait à l'archidiaconé du Goëlo, à l'évêché de Saint-Brieuc et au comté du Goëlo.
Serment de fidelité de la mefme forme que les precedent, prefté par les Chevaliers, Efcuyers, & Nobles de l'Evefché de Treguer & Reffort de Goello le 28. Octobre 1437; Signé [...] Perrot Tual de Plelou [...] [Dom LOBINEAU, Histoire de Bretagne, Tome II, p. 1048, Paris, MDCCVII (1707)]

### Templiers et Hospitaliers
La chapelle de Saint-Jean-du-Temple dépendit, sous l'Ancien Régime, de l'ordre du Temple puis, lors de la dévolution des biens de l'ordre du Temple, de celui des Hospitaliers de l'ordre de Saint-Jean de Jérusalem. La commanderie de Palancrais fut détruite en 1953.

### Temps modernes

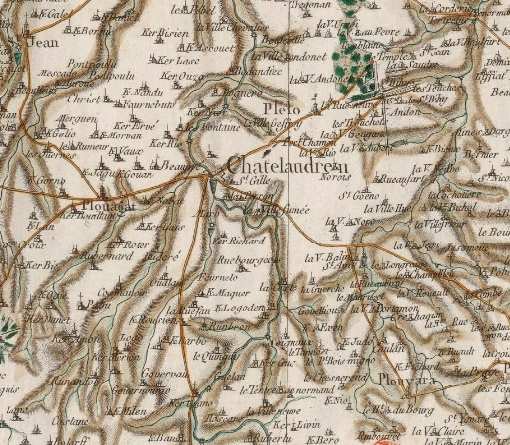
Carte de Cassini de la région de Plélo, Plouagat et Châtelaudren (1787).

### XIXesiècle
En 1843, dans leur Dictionnaire  historique et géographique de la province de Bretagne, A. Marteville et P. Varin, continuateurs de Jean-Baptiste Ogée, écrivent qu'on parle à Plélo français et breton .

### XXesiècle

#### Première Guerre mondiale
Le monument aux morts de Plélo porte les noms de 146 soldats morts pour la Patrie pendant la Première Guerre mondiale.

#### Entre-deux-guerres
La mine de plomb argentifère de la Ville Alhen était dans le périmètre de la concession de la mine de Trémuson et exploitée par la même société à la fin du XIXe siècle ; elle fut rouverte à partir de 1928. Elle est désormais désaffectée.

#### Seconde Guerre mondiale
Le monument aux morts de Plélo porte les noms de 28 personnes mortes pour la France durant la Seconde Guerre mondiale.
Un groupe de 80 maquisards FTP commandé par Raoul Jourand venu du Merzer s'installèrent le 17 juillet 1944 dans la ferme de la Saudraie en Plélo. À la suite d'une dénonciation, des soldats allemands venus de Saint-Brieuc et de Guingamp vinrent les attaquer. Le 26 juillet 1944, au lieu-dit « La Saudraie », trois résistants (Louis Le Maillot Jean Le Bricon et Yves Jézéquel) et trois civils (Thomas Corbel, Jean et Pierre Ballouard) furent torturés puis mis à mort à l’occasion d’un véritable massacre perpétré par les soldats nazis.

#### Après Seconde Guerre mondiale
Trois soldats originaires de Plélo sont morts pour la France durant la guerre d'Indochine et deux pendant la guerre d'Algérie.

## Héraldique
| Blason | Blasonnement : De gueules au léopard d'argent, au franc-canton senestre d'or chargé d'un chevron du champ. |

## Patrimoine
- Le château de la Ville Chevalier est un des monuments de Plouagat. Le château en lui-même n'est pas à visiter. Le parc de ce château est ouvert le jour de la journée du patrimoine. (situé sur Plouagat)
- La chapelle de la Ville Chevalier peut être visitée. Tous les ans, la Sainte Anne est célébrée dans la chapelle. (située sur Plouagat)
- La chapelle Saint-Nicolas des Alleux à Plélo[29].

## Démographie
L'évolution du nombre d'habitants est connue à travers les recensements de la population effectués dans la commune depuis 1793. Pour les communes de moins de 10 000 habitants, une enquête de recensement portant sur toute la population est réalisée tous les cinq ans, les populations de référence des années intermédiaires étant quant à elles estimées par interpolation ou extrapolation. Pour la commune, le premier recensement exhaustif entrant dans le cadre du nouveau dispositif a été réalisé en 2008.

En 2022, la commune comptait 3 283 habitants, en évolution de −1,47 % par rapport à 2016 (Côtes-d'Armor : +1,78 %, France hors Mayotte : +2,11 %).
| 1793  | 1800  | 1806  | 1821  | 1831  | 1836  | 1841  | 1846  | 1851  |
| ----- | ----- | ----- | ----- | ----- | ----- | ----- | ----- | ----- |
| 5 275 | 5 018 | 4 589 | 4 933 | 5 105 | 4 252 | 4 024 | 4 208 | 4 368 |

| 1856  | 1861  | 1866  | 1872  | 1876  | 1881  | 1886  | 1891  | 1896  |
| ----- | ----- | ----- | ----- | ----- | ----- | ----- | ----- | ----- |
| 4 392 | 4 350 | 4 343 | 4 059 | 3 911 | 3 930 | 3 700 | 3 720 | 3 585 |

| 1901  | 1906  | 1911  | 1921  | 1926  | 1931  | 1936  | 1946  | 1954  |
| ----- | ----- | ----- | ----- | ----- | ----- | ----- | ----- | ----- |
| 3 406 | 3 212 | 3 120 | 2 693 | 2 643 | 2 572 | 2 443 | 2 408 | 2 307 |

| 1962  | 1968  | 1975  | 1982  | 1990  | 1999  | 2006  | 2008  | 2013  |
| ----- | ----- | ----- | ----- | ----- | ----- | ----- | ----- | ----- |
| 2 155 | 2 084 | 2 033 | 2 177 | 2 359 | 2 631 | 3 103 | 3 234 | 3 301 |

| 2018  | 2022  | - | - | - | - | - | - | - |
| ----- | ----- | - | - | - | - | - | - | - |
| 3 246 | 3 283 | - | - | - | - | - | - | - |

## Économie
Plélo est une commune d'implantation de zones industrielles. Situées le long de la Nationale 12 (Rennes - Saint-Brieuc - Brest), elles accueillent essentiellement des activités liées à l'agro-alimentaire et quelques commerces. Le bourg, pour sa part, est le lieu d'implantation d'une dizaine de magasins principalement alimentaires. En campagne, la présence d'une ferme auberge et anciennement deux, doit à Plélo son surnom de « Pays des fermes-auberges ».

## Lieux et monuments
- Le château Goëlo, inscrit au titre des monuments historiques[38] Inscrit MH (1990).
- L'église Saint-Pierre-et-Saint-Paul.

## Personnalités liées à la commune
- Le comte de Plélo (1699-1734), ambassadeur de France au Danemark, tué en tentant de libérer Dantzig.